# Feliks Kupniewicz
Feliks Kupniewicz (ur. 15 maja 1902 w Osicznie koło Żytomierza, zm. 1 listopada 1975 w Częstochowie) – polski działacz komunistyczny z Częstochowy.
Feliks Kupniewicz urodził się 15 maja 1902 roku w Osicznie k. Żytomierza jako syn hutnika szkła Stanisława i Teofili Bagińskiej. Od 1913 roku pracował w tamtejszej hucie szkła, następnie w Bykówce. W 1917 roku uczestnik rewolucji październikowej. W 1918 roku wstąpił ochotniczo do Armii Czerwonej, a w 1921 roku przyjechał do Polski i zaczął kolejno pracować w hutach szkła w Opalinie, Lublinie i Wierzbniku, a od 1927 w Hucie Szkła „Stradom” w Częstochowie.
W 1926 roku wstąpił do Komunistycznej Partii Polski. W latach 1928–1930 należał do Komitetu Dzielnicowego KPP–Dzielnica Podmiejska. Za działalność w KPP kilkakrotnie był karany więzieniem. W 1942 roku należał do Komitetu Organizacyjnego PPR, a następnie Komitetu Miejskiego PPR, współtworzył komórki partyjne w różnych dzielnicach. W okresie okupacji należał do konspiracyjnej Miejskiej Rady Narodowej.
Aresztowany w maju 1944 roku przez Niemców i uwięziony we Wrocławiu, w lipcu przeniesiony do KL Gross-Rosen, a następnie KL Mauthausen.
W czerwcu 1945 roku powrócił do Częstochowy, w latach 1950–1951 był I sekretarzem KM PZPR. Należał do Miejskiej Rady Narodowej. 12 lipca 1954 odznaczony Złotym Krzyżem Zasługi.
Zmarł 1 listopada 1975 roku, pochowano go na cmentarzu na Kulach w Częstochowie.
Żonaty z Marią Reszke, miał dwie córki.
W okresie 1976–1989 jego imię nosiła obecna ul. Sabinowska.